# Cruriraja andamanica
Cruriraja andamanica is een vissoort uit de familie van de Gurgesiellidae. De wetenschappelijke naam van de soort is voor het eerst geldig gepubliceerd in 1909 door Lloyd.